# Gare de Vinça
Gare de Vinça vasútállomás Franciaországban, Vinça településen.

## Vasútvonalak
Az állomást az alábbi vasútvonalak érintik:
- Perpignan-Villefranche - Vernet-les-Bains-vasútvonal

## Kapcsolódó állomások
A vasútállomáshoz az alábbi állomások vannak a legközelebb:
- Gare d’Ille-sur-Têt
- Gare de Marquixanes